# Blattidae
Blattidae là họ gián thuộc bộ Gián. Nó có một số loài có điểm chung với gián nhà.

## Một số loài điển hình
- Blatta orientalis: Gián phương Đông
- Periplaneta americana: Gián Mỹ
- Periplaneta australasiae: Gián Úc
- Periplaneta brunnea
- Periplaneta fuliginosa
- Eurycotis floridana
- Drymaplaneta communis
- Polyzosteria limbata

## Hình ảnh

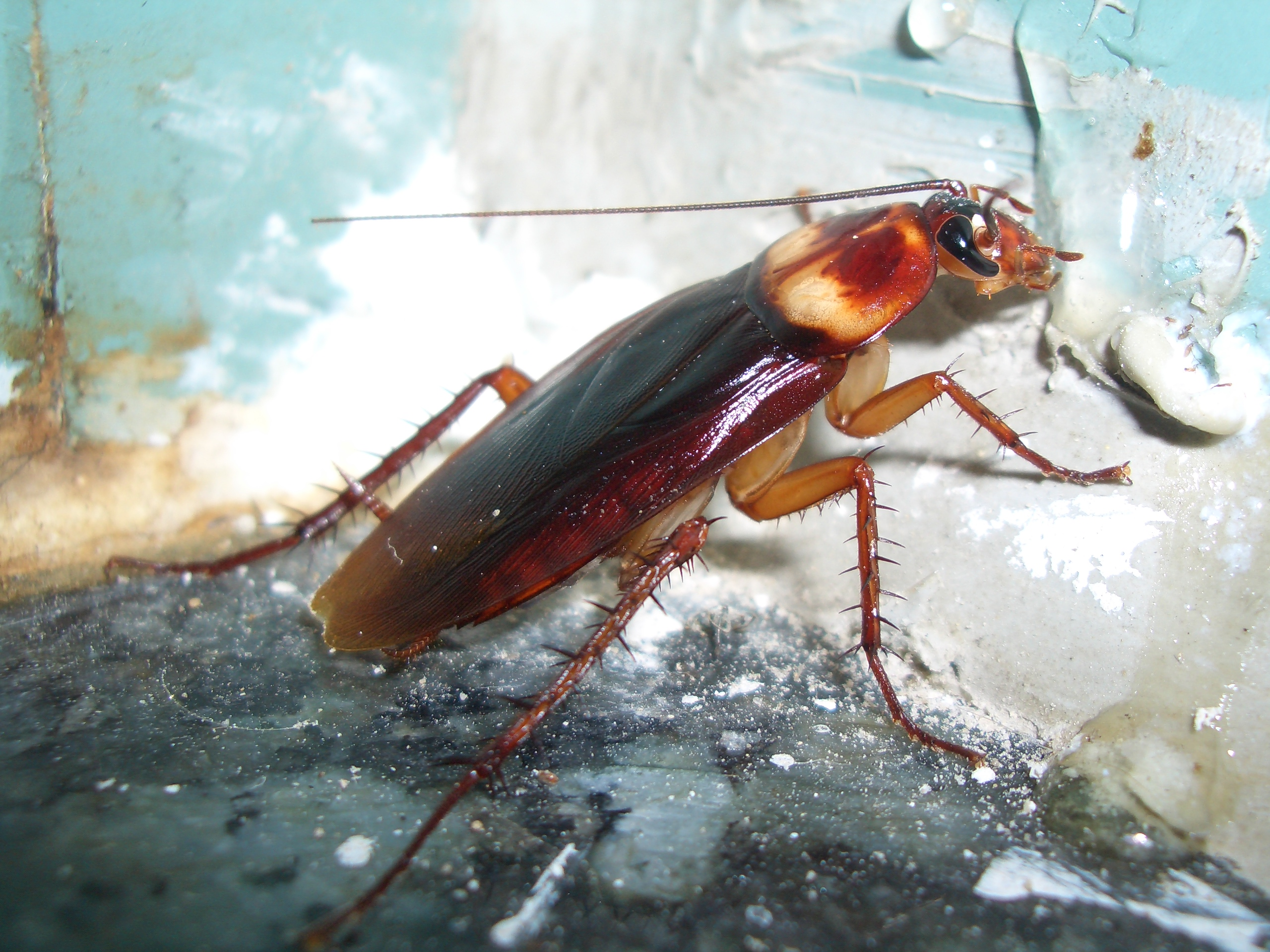
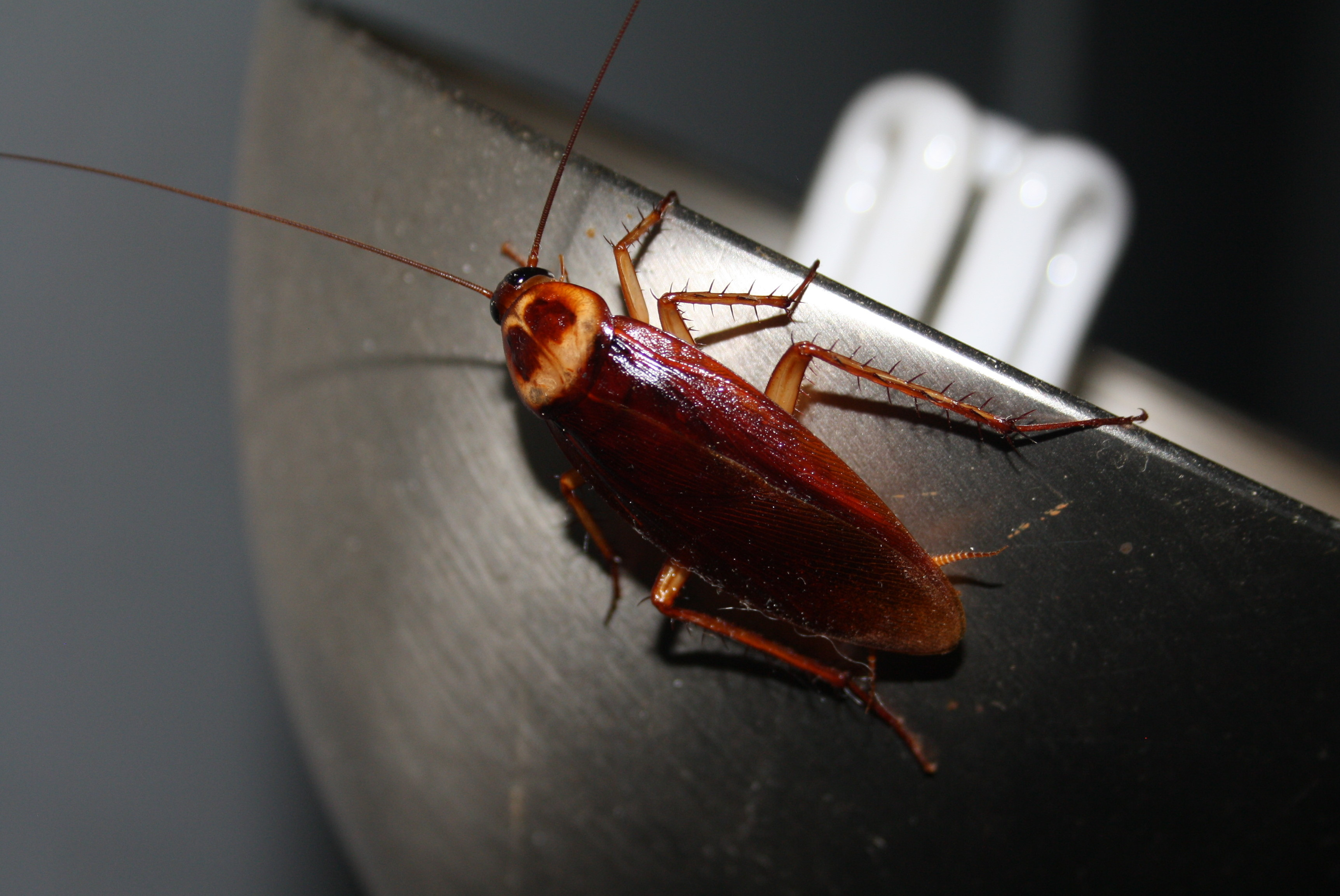
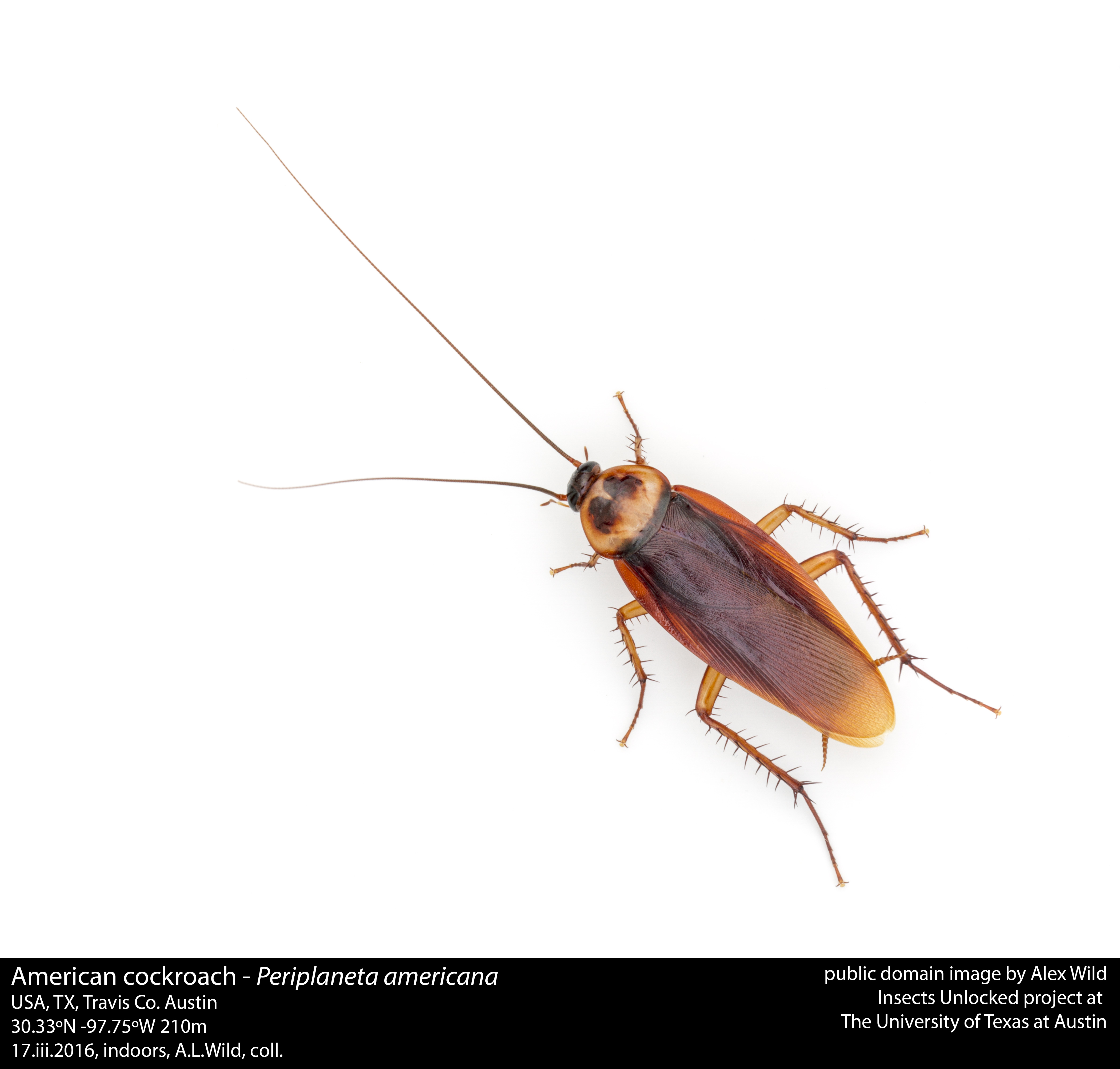
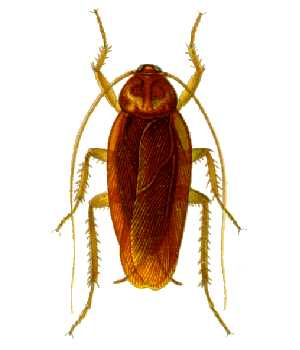